# Rhyncholaelia

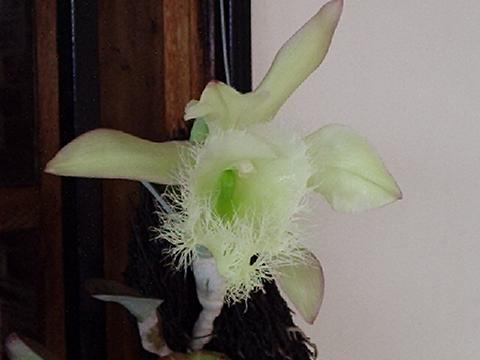
Rhyncholaelia digbyana

Die Gattung Rhyncholaelia aus der Familie der Orchideen (Orchidaceae) umfasst nur zwei epiphytisch wachsende Pflanzenarten, die beide in Mittelamerika vorkommen. Aufgrund ihrer schönen Blüten werden sie gelegentlich kultiviert.

## Beschreibung
Beide Arten dieser Gattung bilden an einem kriechenden Rhizom in kurzem Abstand Sprossen. Diese bestehen aus mehreren Internodien, sind spindelförmig verdickt und leicht oval im Querschnitt. Rhizom und Spross sind von häutigen, trockenen Niederblättern umgeben. Die Wurzeln wachsen an den Ästen und am Stamm der Wirtsbäume abwärts und erreichen bis zu zwei Meter Länge. An der Spitze der Pseudobulben sitzt je ein Laubblatt. Die Blätter sind länglich-oval, am Ende zugespitzt, fest und dick ledrig. Spross und Blätter wachsen straff aufrecht.
Der Blütenstand trägt nur eine, selten zwei Blüten. Er erscheint aus einer großen Blütenscheide an der Spitze der Sprosse. Die resupinierten Blüten sind weiß oder hellgrün gefärbt, gelegentlich auf der Außenseite der Blütenblätter etwas violett überlaufen. Sie können einen Durchmesser von bis zu 18 Zentimeter erreichen. Die Sepalen sind schmal und am Ende etwas zugespitzt. Die Petalen sind bei Rhyncholaelia glauca annähernd gleich geformt, bei Rhyncholaelia digbyana sind sie breiter und am Rand etwas gefranst. Die weiße Lippe ist ungelappt, an der Basis sind die Seiten nach oben um die Säule gerollt. Während der Rand der Lippe bei Rhyncholaelia glauca glatt ist, weist er bei Rhyncholaelia digbyana eine starke Fransung auf. Die Säule ist kurz, gerade und ungeflügelt. Das Staubblatt sitzt am Ende der Säule und enthält acht Pollinien.
Zwischen dem Fruchtknoten und der Ansatzstelle der Blütenblätter befindet sich ein verlängerter „Hals“ (Cuniculus). Hier formt die Blüte ein tiefes, schmales Nektarium. Dieser Teil der Blüte bleibt auch an der Frucht bis zur Reife haften. Die Arten duften nachts. Die weiße Farbe und der nur nachts produzierte Duft sind typisch für Blüten, die von nachtaktiven Insekten bestäubt werden.

## Verbreitung
Die Arten der Gattung Rhyncholaelia kommen in Mexiko, Belize, Guatemala, Honduras und Costa Rica vor. Sie wachsen dort als Epiphyten in Trockenwäldern.

## Systematik
Innerhalb der Unterfamilie Epidendroideae wird die Gattung Rhyncholaelia in die Tribus Epidendreae und dort in die Subtribus Laeliinae eingeordnet. Das Schwestertaxon von Rhyncholaelia ist Guarianthe. Weitere nah verwandte Gattungen sind Brassavola, Cattleya und Cattleyella.
Bei der Erstbeschreibung der beiden Arten von John Lindley in den Jahren 1839 (als Brassavola glauca) bzw. 1846 (als Brassavola digbyana) ordnete er sie in die Gattung Brassavola ein. 1880 stellte George Bentham sie zur Gattung Laelia, die separate Gattung Rhyncholaelia wurde von Rudolf Schlechter 1918 in Beihefte zum Botanischen Centralblatt. Abt. 2 Band 36, Teil 2, Seite 477 aufgestellt. Der Name setzt sich zusammen aus der griechischen Bezeichnung ρύγχος rhygchos für „Schnabel“ (wegen des schnabelförmigen Mittellappens der Lippe) und der Ähnlichkeit zu der Gattung Laelia.
Es wurden folgende zwei Arten in dieser Gattung beschrieben:
- Rhyncholaelia digbyana (Lindl.) Schltr.: Sie kommt vom südöstlichen Mexiko bis Honduras vor.[3]
- Rhyncholaelia glauca (Lindl.) Schltr.: Sie kommt vom südlichen Mexiko bis Honduras vor.[3]

## Kultur
Aufgrund der großen, duftenden Blüten sind die Pflanzen in Kultur zu finden. Die Kultur erfolgt prinzipiell wie bei anderen tropischen epiphytischen Orchideen; diese beiden Arten benötigen viel Licht und eine trockene Ruheperiode. Rhyncholaelia digbyana wurde häufig als Kreuzungspartner verwendet, um Pflanzen mit großen Blüten und gefranster Lippe zu erzielen.

## Belege
- Carl L. Withner (1998): The Cattleyas and their relatives. Bd. 5, S. 173ff. Timber Press, Portland, Oregon, ISBN 0-88192-456-3